# Jacques Laffite
Jacques-Henri Marie Sabin Laffite (Paris, 21 de novembro de 1943) é um ex-automobilista francês, que disputou a Fórmula 1 de 1974 até 1986.

## Carreira
Laffite estreou na Fórmula 1 em 1974 para Iso Marlboro, equipe dirigida por Frank Williams. No ano seguinte competiu para a mesma equipe, chamada agora Williams, marcando apenas um 2º lugar no Grande Prêmio da Alemanha, disputado em Nürburgring.
Em 1976, mudou para a equipe francesa Ligier, conseguindo 20 pontos e um podium no Grande Prêmio da Itália. Sua primeira vitória foi em Grande Prêmio da Suécia de 1977.
A temporada de 1979 abriu com duas vitórias de Laffite nos primeiros dois GPs, na Argentina e no Brasil colocando o piloto francês pela primeira vez na liderança do campeonato, porém com o abandono em Long Beach, perderia para o canadense Gilles Villeneuve da Ferrari; o piloto do carro azul número 26 recuperaria novamente a ponta com o 2º lugar na Bélgica, porém foi só, e nas etapas seguintes não conseguiu alcançá-la. Pela falta de recursos financeiros não foi suficiente para a pequena equipe francesa enfrentar as mais bem estruturadas: Ferrari, Williams, Brabham e Renault. Laffite conseguiu como melhor colocação ao fim do campeonato a 4ª posição nos campeonatos de 1979, 1980 e 1981. Em 1981, com os motores Matra V12, ele chegou à última corrida em Las Vegas disputando o título com o argentino Carlos Reutemann, da Williams, e com Nelson Piquet, da Brabham. Uma troca de pneus acabou tirando suas chances e o título foi para o brasileiro. Pelo 7º ano seguido continuou no time azul, mas o melhor que consegue é o 3º no GP da Áustria e apenas 5 pontos no total terminando em 18º na geral. No final da época, decide sair da equipe, indo para a Williams do seu amigo Frank.[carece de fontes?]
Disputou as temporadas de 1983 e 1984 pela equipe Williams, mas não obteve sucesso. Em 1983, a equipe tinha apenas o antigo motor Ford Cosworth aspirado para enfrentar os possantes motores turbo, apenas na última etapa é que o time consegue o desejado Honda Turbo. No retorno ao time, fez 11 pontos e o 11º lugar na classificação; no ano seguinte, os novos motores japoneses se revelaram muito frágeis para resistir às corridas. Além disso, o primeiro piloto, o finlandês Keke Rosberg, recebia tratamento preferencial da equipe. Com tudo isso, marcou 5 pontos e o 14º na final.
Voltou à equipe Ligier em 1985 e com os potente motores Renault Turbo obtendo três pódiuns, sendo dois 3ºs nos GPs: Grã-Bretanha e Alemanha e 2º na Austrália e o 9º na classificação final com 16 pontos; mais dois pódiuns em 1986: Brasil e Estados Unidos. Naquele ano, ele vinha fazendo uma temporada muito boa, mas sofreu um acidente na largada do Grande Prêmio da Grã-Bretanha e quebrou os dois pés, obrigando-o a parar de correr na Fórmula 1 encerrando com 14 pontos e o 8º lugar na classificação geral - (aquela corrida, Laffite igualaria a marca de 176 Grande Prêmios do inglês Graham Hill).
Recuperou-se dos ferimentos e competiu mais tarde em carros de turismo. É agora um comentarista de televisão para a televisão francesa TF1.
Laffite competiu para 176 GPs, marcando 6 vitórias, 32 pódios, 7 pole positions, 6 voltas mais rápidas e 228 pontos totais.

## Vitórias
- 1977 - Suécia;
- 1979 - Argentina e Brasil;
- 1980 - Alemanha;
- 1981 - Áustria, Canadá;

## Todos os Resultados de Jacques Laffite na Fórmula 1
(legenda) (Corridas em negrito indica pole position e corridas em itálico indica volta mais rápida)
| Ano  | Nome Oficial da Equipe          | Chassis        | Motor                 | 1         | 2         | 3         | 4         | 5         | 6         | 7         | 8         | 9         | 10        | 11        | 12        | 13        | 14        | 15        | 16        | 17       | Pontos | Posição  |
| ---- | ------------------------------- | -------------- | --------------------- | --------- | --------- | --------- | --------- | --------- | --------- | --------- | --------- | --------- | --------- | --------- | --------- | --------- | --------- | --------- | --------- | -------- | ------ | -------- |
| 1974 | Frank Williams Racing Cars      | Williams FW    | Ford Cosworth DFV V8  | ARG       | BRA       | RSA       | ESP       | BEL       | MON       | SWE       | NED       | FRA       | GBR       | GER Ret F | AUT NC F  | ITA Ret F | CAN 15º F | USA Ret F |           |          | 0      | NC (44º) |
| 1975 | Frank Williams Racing Cars      | Williams FW    | Ford Cosworth DFV V8  | ARG Ret G | BRA 11º G | RSA NC G  | ESP       |           |           | SWE       |           |           |           |           |           |           |           |           |           |          | 6      | 12º      |
| 1975 | Frank Williams Racing Cars      | Williams FW04  | Ford Cosworth DFV V8  |           |           |           | ESP       | MON NQ G  | BEL Ret G | SWE       | NED Ret G | FRA 11º G | GBR Ret G | GER 2º G  | AUT Ret G | ITA Ret G | USA NP G  |           |           |          | 6      | 12º      |
| 1976 | Ligier Gitanes                  | Ligier JS5     | Matra MS73 V12        | BRA Ret G | RSA Ret G | USW 4º G  | ESP 12º G | BEL 3º G  | MON 12º G | SUE 4º G  | FRA 14º G | GBR Ret G | GER Ret G | AUT 2º G  | NED Ret G | ITA 3º G  | CAN Ret G | USA Ret G | JAP 7º G  |          | 20     | 8º       |
| 1977 | Ligier Gitanes                  | Ligier JS7     | Matra MS76 V12        | ARG NC G  | BRA Ret G | RSA Ret G | USW 9º G  | ESP 7º G  | MON 7º G  | BEL Ret G | SUE 1º G  | FRA 8º G  | GBR 6º G  | GER Ret G | AUT Ret G | NED 2º G  | ITA 8º G  | USA 7º G  | CAN Ret G | JAP 5º G | 18     | 10º      |
| 1978 | Ligier Gitanes                  | Ligier JS7     | Matra MS76 V12        | ARG 16º G | BRA 9º G  |           |           |           |           |           |           |           |           |           |           |           |           |           |           |          | 19     | 8º       |
| 1978 | Ligier Gitanes                  | Ligier JS7/9   | Matra MS76 V12        |           |           | RSA 5º G  | USW 5º G  |           | BEL 5º G  |           |           | FRA 7º G  | GBR 10º G |           |           |           |           |           |           |          | 19     | 8º       |
| 1978 | Ligier Gitanes                  | Ligier JS9     | Matra MS78 V12        |           |           |           |           | MON Ret G |           | ESP 3º G  | SUE 7º G  |           |           | GER 3º G  | AUT 5º G  | NED 9º G  | ITA 4º G  | USA 11º G | CAN 8º G  |          | 19     | 8º       |
| 1979 | Ligier Gitanes                  | Ligier JS11    | Ford Cosworth DFV V8  | ARG 1º G  | BRA 1º G  | RSA Ret G | USW Ret G | ESP Ret G | BEL 2º G  | MON Ret G | FRA 8º G  | GBR Ret G | GER 3º G  | AUT 3º G  | HOL 3º G  | ITA Ret G | CAN Ret G | USA Ret G |           |          | 36     | 4º       |
| 1980 | Equipe Ligier Gitanes           | Ligier JS11/15 | Ford Cosworth DFV V8  | ARG Ret G | BRA Ret G | RSA 2º G  | USW Ret G | BEL 11º G | MON 2º G  | FRA 3º G  | GBR Ret G | GER 1º G  | AUT 4º G  | NED 3º G  | ITA 9º G  | CAN 8º G  | USE 5º G  |           |           |          | 34     | 4º       |
| 1981 | Equipe Talbot Gitanes           | Ligier JS17    | Matra MS81 V12        | USW Ret M | BRA 6º M  | ARG Ret M | SMR Ret M | BEL 2º M  | MON 3º M  | ESP 2º M  | FRA Ret M | GBR 3º M  | GER 3º M  | AUT 1º M  | NED Ret M | ITA Ret M | CAN 1º M  | LVG 6º M  |           |          | 44     | 4º       |
| 1982 | Equipe Talbot Gitanes           | Ligier JS17    | Matra MS81 V12        | RSA Ret M | BRA Ret M |           | SMR       |           |           |           |           |           |           |           |           |           |           |           |           |          | 5      | 18º      |
| 1982 | Equipe Talbot Gitanes           | Ligier JS17B   | Matra MS81 V12        |           |           | USW Ret M | SMR       | BEL 9º M  |           | USE 6º M  | CAN Ret M |           |           |           |           |           |           |           |           |          | 5      | 18º      |
| 1982 | Equipe Talbot Gitanes           | Ligier JS19    | Matra MS81 V12        |           |           |           | SMR       |           | MON Ret M |           |           | NED Ret M | GBR Ret M | FRA 14º M | GER Ret M | AUT 3º M  | SUI Ret M | ITA Ret M | LVG Ret M |          | 5      | 18º      |
| 1983 | TAG Williams Team               | Williams FW08C | Ford Cosworth DFV V8  | BRA 4º G  | USW 4º G  | FRA 6º G  | SMR 7º G  | MON Ret G | BEL 6º G  | USE 5º G  | CAN Ret G | GBR 12º G | GER 6º G  | AUT Ret G | NED Ret G | ITA NQ G  | EUR NQ G  |           |           |          | 11     | 11º      |
| 1983 | TAG Williams Team               | Williams FW09  | Honda RA163E V6 Turbo |           |           |           |           |           |           |           |           |           |           |           |           |           |           | RSA Ret G |           |          | 11     | 11º      |
| 1984 | Williams Grand Prix Engineering | Williams FW09  | Honda RA163E V6 Turbo | BRA Ret G | RSA Ret G | BEL Ret G | SMR Ret G | FRA 8º G  | MON 8º G  | CAN Ret G | USE 5º G  | DAL 4º G  |           |           |           |           |           |           |           |          | 5      | 14º      |
| 1984 | Williams Grand Prix Engineering | Williams FW09B | Honda RA163E V6 Turbo |           |           |           |           |           |           |           |           |           | GBR Ret G | GER Ret G | AUT Ret G | NED Ret G | ITA Ret G | EUR Ret G | POR 14º G |          | 5      | 14º      |
| 1985 | Equipe Ligier                   | Ligier JS25    | Renault EF4B V6 Turbo | BRA 6º P  | POR Ret P | SMR Ret P | MON 6º P  | CAN 8º P  | USA 12º P | FRA Ret P | GBR 3º P  | GER 3º P  | AUT Ret P | NED Ret P | ITA Ret P | BEL 11º P | EUR Ret P | RSA       | AUS 2º P  |          | 16     | 9º       |
| 1986 | Equipe Ligier                   | Ligier JS27    | Renault EF15 V6 Turbo | BRA 3º P  | ESP Ret P | SMR Ret P | MON 6º P  | BEL 5º P  | CAN 7º P  | USA 2º P  | FRA 6º P  | GBR Ret P | GER       | HUN       | AUT       | ITA       | POR       | MEX       | AUS       |          | 14     | 8º       |

## 24 Horas de Le Mans[1]
| Ano  | Equipe                                         | Nº | Co-Pilotos                               | Chassi                             | Pneus | Classe | Voltas | Posição Geral | Posição Na Categoria |
| Ano  | Equipe                                         | Nº | Co-Pilotos                               | Motor                              | Pneus | Classe | Voltas | Posição Geral | Posição Na Categoria |
| ---- | ---------------------------------------------- | -- | ---------------------------------------- | ---------------------------------- | ----- | ------ | ------ | ------------- | -------------------- |
| 1972 | Automobiles Ligier                             | 22 | Pierre Maublanc                          | Ligier JS2                         | M     | S 3.0  | 195    | DNF           | DNF                  |
| 1972 | Automobiles Ligier                             | 22 | Pierre Maublanc                          | Maserati 3.0L V6                   | M     | S 3.0  | 195    | DNF           | DNF                  |
| 1973 | Automobiles Ligier                             | 62 | Guy Ligier                               | Ligier JS2                         | M     | S 3.0  | 24     | DSQ           | DSQ                  |
| 1973 | Automobiles Ligier                             | 62 | Guy Ligier                               | Maserati 3.0L V6                   | M     | S 3.0  | 24     | DSQ           | DSQ                  |
| 1974 | Automobiles Ligier                             | 15 | Alain Serpaggi                           | Ligier JS2                         | M     | S 3.0  | 310    | 8º            | 5º                   |
| 1974 | Automobiles Ligier                             | 15 | Alain Serpaggi                           | Maserati 3.0L V6                   | M     | S 3.0  | 310    | 8º            | 5º                   |
| 1977 | Renault Sport                                  | 8  | Patrick Depailler                        | Renault Alpine A442 Evo 1B         | M     | S +2.0 | 289    | DNF           | DNF                  |
| 1977 | Renault Sport                                  | 8  | Patrick Depailler                        | Renault 2.0L Turbo V6              | M     | S +2.0 | 289    | DNF           | DNF                  |
| 1978 | Grand Touring Cars Inc.                        | 10 | Vern Schuppan Sam Posey                  | Mirage M9                          | G     | S +2.0 | 293    | 10º           | 5º                   |
| 1978 | Grand Touring Cars Inc.                        | 10 | Vern Schuppan Sam Posey                  | Renault 2.0L Turbo V6              | G     | S +2.0 | 293    | 10º           | 5º                   |
| 1990 | Joest Porsche Racing                           | 6  | Henri Pescarolo Jean-Louis Ricci         | Porsche 962C                       | G     | C1     | 328    | 14º           | 14º                  |
| 1990 | Joest Porsche Racing                           | 6  | Henri Pescarolo Jean-Louis Ricci         | Porsche Type-935 3.0L Turbo Flat-6 | G     | C1     | 328    | 14º           | 14º                  |
| 1993 | Jacadi Racing                                  | 71 | Michel Maisonneuve Christophe Dechavanne | Venturi 500LM                      | D     | GT     | 210    | DNF           | DNF                  |
| 1993 | Jacadi Racing                                  | 71 | Michel Maisonneuve Christophe Dechavanne | Renault PRV 3.0L Turbo V6          | D     | GT     | 210    | DNF           | DNF                  |
| 1994 | Porsche Flymo Mobil Alméras Larbre Compétition | 49 | Jacques Alméras Jean-Marie Alméras       | Porsche 964 RSR                    | P     | GT2    | 94     | DNF           | DNF                  |
| 1994 | Porsche Flymo Mobil Alméras Larbre Compétition | 49 | Jacques Alméras Jean-Marie Alméras       | Porsche 3.8 L Flat-6               | P     | GT2    | 94     | DNF           | DNF                  |
| 1996 | Team Bigazzi SRL Team BMW Motorsport           | 38 | Steve Soper Marc Duez                    | McLaren F1 GTR                     | M     | GT1    | 318    | 11º           | 9º                   |
| 1996 | Team Bigazzi SRL Team BMW Motorsport           | 38 | Steve Soper Marc Duez                    | BMW S70 6.1L V12                   | M     | GT1    | 318    | 11º           | 9º                   |